# The Saints Are Coming: The Best of the Skids
The Saints Are Coming: The Best of the Skids är ett samlingsalbum av punkbandet The Skids, släppt 15 januari 2007. Albumet släpptes efter att U2 & Green Days cover på "The Saints Are Coming" blivit en stor hit.

## Låtlista
1. The Saints Are Coming
2. Into the Valley
3. A Woman in Winter
4. Scared to Dance
5. Charade
6. Animation
7. Peaceful Times
8. Working for the Yankee Dollar (Singelversion)
9. Sweet Suburbia
10. Scale
11. Of One Skin
12. Goodbye Civilian
13. Melancholy Soldiers
14. Out of Town
15. Charles
16. Circus Games
17. Hurry On Boys
18. The Olympian
19. Masquerade
20. TV Stars (Live på The Marquee)
21. Iona (Singelversion)